# (7244) Villa-Lobos
(7244) Villa-Lobos es un asteroide perteneciente al cinturón de asteroides, descubierto el 5 de agosto de 1991 por Eric Walter Elst desde el Observatorio de La Silla, Chile.

## Designación y nombre
Designado provisionalmente como 1991 PQ1. Fue nombrado  así en memoria del conocido músico brasileño Heitor Villa-Lobos (1887-1959), uno de los compositores latinoamericanos más destacados del siglo XX. Después de viajar por todo su país regresó a Río de Janeiro con una gran colección de manuscritos y un conocimiento íntimo de la música afrobrasileña. En 1930 fue nombrado director de educación musical de São Paulo y en 1945 fundó la Academia Brasileña de Música. Sus 2000 composiciones incluyen óperas, ballets, sinfonías y piezas para instrumento solista. Bachianas brasileiras , una de sus obras más características, muestra la influencia de Bach y de algunos de los compositores franceses por su uso de técnicas contrapuntísticas aplicadas a temas de origen brasileño.

## Características orbitales
Villa-Lobos está situado a una distancia media del Sol de 2,873 ua, pudiendo alejarse hasta 3,103 ua y acercarse hasta 2,644 ua. Su excentricidad es 0,080 y la inclinación orbital 2,612 grados. Emplea 1779,11 días en completar una órbita alrededor del Sol.
Pertenece a la familia de asteroides de (158) Koronis.

## Características físicas
La magnitud absoluta de Villa-Lobos es 13,11. Tiene 7,520 km de diámetro y su albedo se estima en 0,258.